# أنجيلا دي جيسوس
أنجيلا دي جيسوس (بالإنجليزية: Angela de Jesus)‏ هي أمينة متحف جنوب أفريقية، ولدت في 1982 في كرونستاد ‏ في جنوب أفريقيا.